# Сложное слово
Сложное слово — слово, имеющее в своём составе два (и более) корня. Образуются, как правило, от самостоятельных частей речи, сохраняя в своём составе целиком слово или его часть.

## Понятие о собственном и несобственном сложении слов
Сложение слов бывает двух видов — собственное и несобственное.
Собственным сложением называется такое, которое производится при помощи гласной о или е; напр.: водовоз, землетрясение, Цареград.
Несобственным сложением называется непосредственное сложение слов, без помощи гласной о или е; Царьград, себялюбие, сумасшедший.
К несобственному сложению относятся и слова, сложенные с приставками, то есть
1. с предлогами (приходить);
2. с наречиями ни, не, наи (никто, некто, неудача, наидобрейший).

## Правописание сложных слов

### Собственное сложение
Гласными, служащими для образования слов собственным сложением, могут быть лишь о и е.

### Несобственное сложение
У слов, образованных несобственным сложением и представляющих собой соединение либо имён с именами, либо имён с глаголами, первая половина бывает или
1. именительным падежом, или
2. косвенным падежом, или
3. какой-нибудь глагольной формой.

Поэтому при правописании таких сложных слов надо обращать внимание на их состав и писать соответственно словообразованию. Например:
- Царьград — царь (именительный падеж);
- пятьсот — пять (именительный падеж);
- пятиэтажный — пяти (родительный падеж; из выражения пяти этажей);
- сумасшедший — с ума (родительный падеж; из выраж. с ума сойти);
- немогузнайка — не могу (1-е лицо; из выраж. не могу знать);
- скопидом — скопи (повелительное наклонение; из выражения скопить дом).

### Слитные и составные сложные слова
Филологи выделяют в русском языке несколько типов сложных слов по способу их написания:
- слитное сложное слово пишется, естественно, слитно («землеустройство»)[1];
- составное сложное слово пишется через дефис; при этом иногда склоняются обе основы («концерт-загадка»), а иногда только последняя («плащ-палатка»)[2].

## Дополнительно
Различать составные части слов (приставки, корни, суффиксы) было важно в дореволюционной орфографии. Это связано со сложными дореволюционными правилами переноса слов (на другую строку), по которым слово следовало делить по этимологическому составу (с некоторыми уступками в пользу слогового).
Но (отчасти) и в современной орфографии применяется такой метод переноса слов. Так, по правилам 1956 года, дробить приставку при переносе слов (на другую строку) — хотя и допустимо, но не желательно. Можно перенести слово бе-зумный, но лучше без-умный; ра-зочарованный и раз-очарованный.